# Teverga
Teverga (Teberga en asturien) est une commune (concejo aux Asturies) située dans la communauté autonome des Asturies en Espagne. Elle est bordée au nord par Belmonte de Miranda, Grado, Yernes y Tameza et Proaza ; au sud par la province de León, à l'ouest par Somiedo et à l'est par Quirós et Proaza.
Ancienne municipalité minière, elle fonde aujourd'hui son économie sur l'agriculture et sur le tourisme naissant, notamment avec l'ouverture récente du parc préhistorique de Tevergana. Sa géographie accidentée comprend le rocher de Peña Sobia, avec ses impressionnantes parois calcaires verticales, et le Camín Real del Puerto de la Mesa.
En 2013, Teverga a reçu le prix de la ville exemplaire des Asturies. 

## Géographie
Teverga est une commune éminemment montagneuse et très pentue, avec trois vallées très profondes (Valdesampedro, Valdesantibanes et Valdecárzana) dans lesquelles vit la majeure partie de la population. Les plus importantes élévations sont la Sierra de Sobia à l'est, les montagnes de Carroceda au sud, la chaîne de La Mesa à l'ouest et la chaîne de Peña Cruzada, Santa Cristina et le col de Marabio au nord. C'est dans sa partie méridionale que l'on trouve les plus hauts sommets, avec des altitudes avoisinant les 2 000 mètres, comme les pics de La Ferreirua, Piedras et Las Navariegas. 
Son climat est déterminé par les caractéristiques orographiques du sol, les zones de la vallée ayant des températures plus douces et plus agréables et bénéficiant d'étés secs et chauds. Au fur et à mesure que le terrain s'élève, les températures chutent considérablement, avec de fortes chutes de neige en hiver. Une caractéristique climatique de la région est la situation d'inversion thermique, avec une baisse des températures et une abondance de brouillard dans les plaines plus profondes en raison de l'accumulation de masses d'air froid, et une augmentation du thermomètre dans les zones plus élevées. 

### Paroisses
La commune de Teverga est divisée en 13 paroisses civiles :
- Alesga
- Barrio (Barriu)
- Carrea
- La Focella (La Foceicha)
- La Plaza
- Páramo (Parmu)
- Riello (Rieḷḷu)
- Santianes
- Taja (Taxa)
- Torce
- Urria
- Villamayor (Viḷḷamayor)
- Villanueva (Viḷḷanueva)

## Histoire
Les premières traces de colonisation remontent au Néolithique. Des tumulus sont encore visibles aujourd'hui près des localités de Cueiro, Santa Cristina, Sobia et El Cordal. Cinquante dessins datant de l'âge du bronze et de l'âge du fer ainsi que les vestiges de plusieurs châteaux forts témoignent de l'occupation de l'époque.
De l'époque de l'occupation romaine, il reste des vestiges du réseau de chemins. La découverte de pièces de monnaie à l'effigie de l'empereur Auguste permet ici une attribution chronologique.
Les premières preuves écrites concernant Teverga remontent aux Xe et XIVe siècles et se rapportent à une donation à l'archevêché d'Oviedo, auquel plusieurs terrains et bâtiments de Teverga ont été cédés. C'est ainsi que la comtesse d'Aldanza a fait don du monastère de San Pedro de Teverga, que l'on peut encore visiter aujourd'hui.
Pendant la guerre d'indépendance espagnole, la commune s'est fait remarquer par sa combativité et sa résistance face à l'avancée de l'armée française. 

## Patrimoine
- Le Sentier de l'ours (La Senda del oso), ancienne voie ferrée minière devenue l'une des principales pistes vertes des Asturies.

- Le parc préhistorique, situé à l'entrée de San Salvador de Alesga. Inauguré en mars 2007, il présente les grottes d'art rupestre les plus célèbres du monde, principalement celles de l'Arc atlantique.

- La grotte de Huerta, près du village de Fresnedo, à 3 km du parc préhistorique. C'est la grotte asturienne avec le plus de galeries (environ 20 kilomètres), En 2002, elle a été déclarée monument naturel.

- Les abris sous roche de Fresnedo présentant de peintures rupestres

- La collégiale de San Pedro, construite dans la deuxième moitié du XIe siècle, à la transition entre les architectures préromane et romane. D'abord monastère bénédictin, en 1149, il est devenu couvent de chanoines réguliers de saint Augustin.

## Galerie

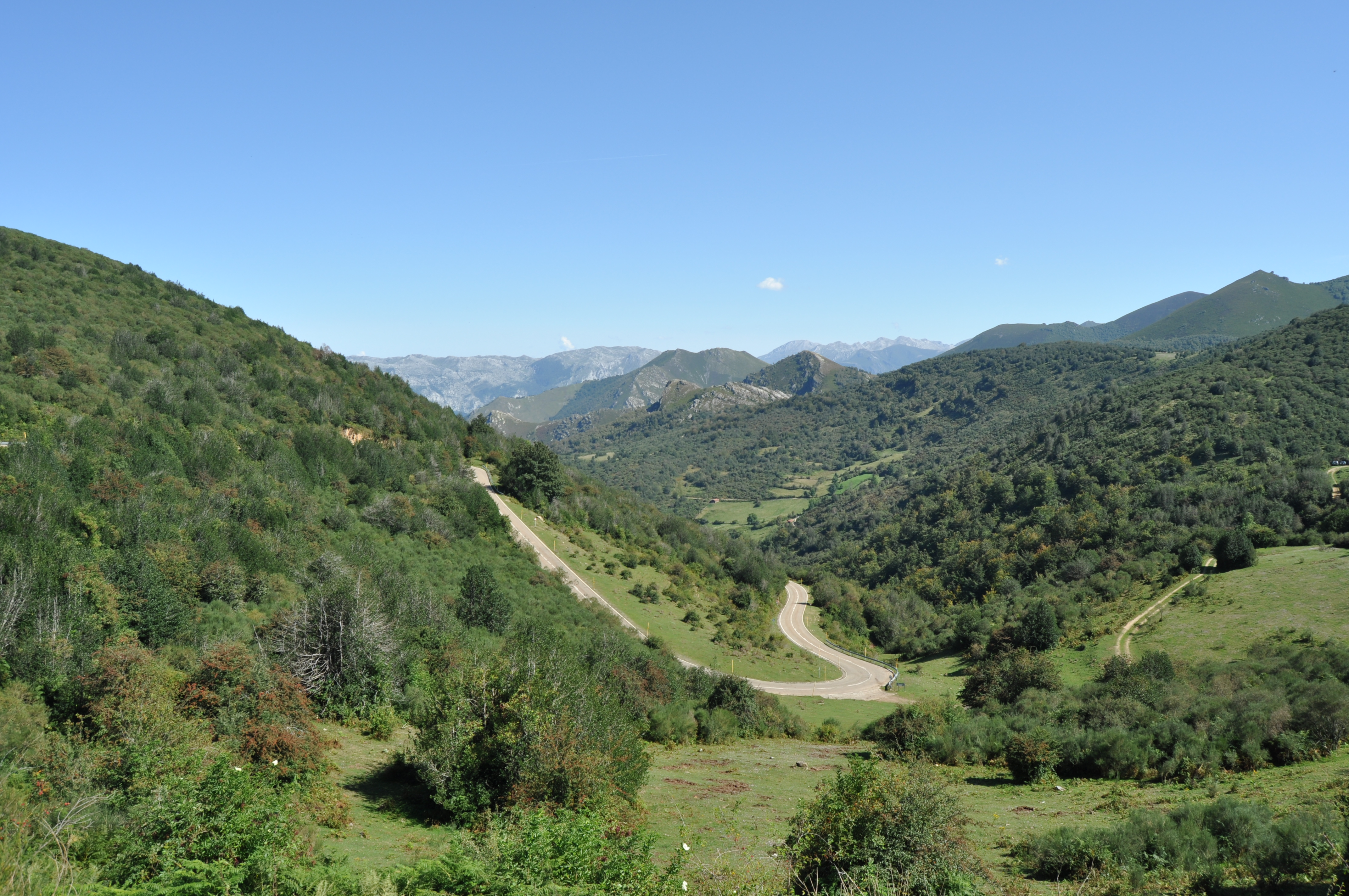
Puerto de San Lorenzo, col qui relie la commune de Somiedo à l'ouest à celle de Teverga à l'est (1 347 m).
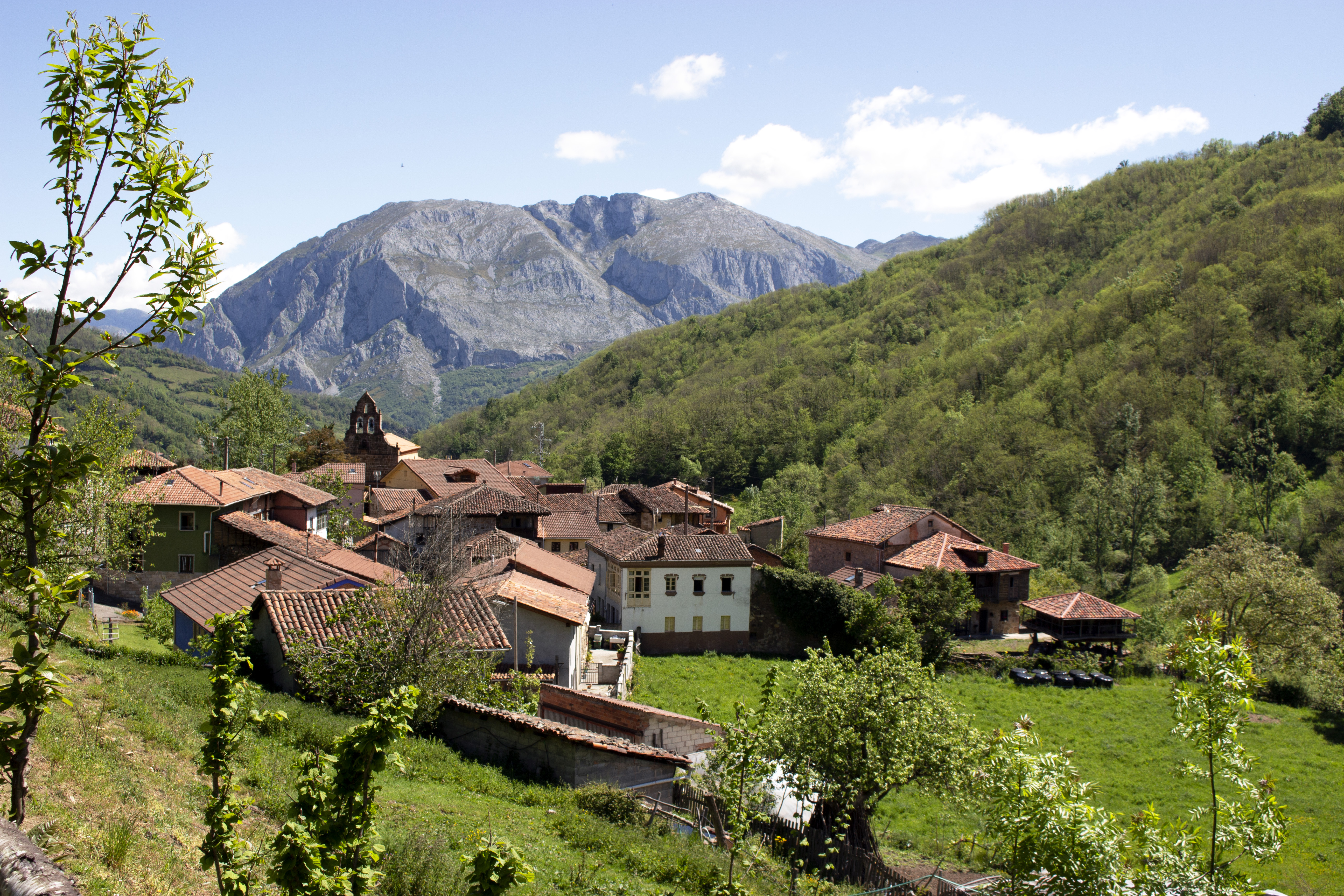
Villanueva.
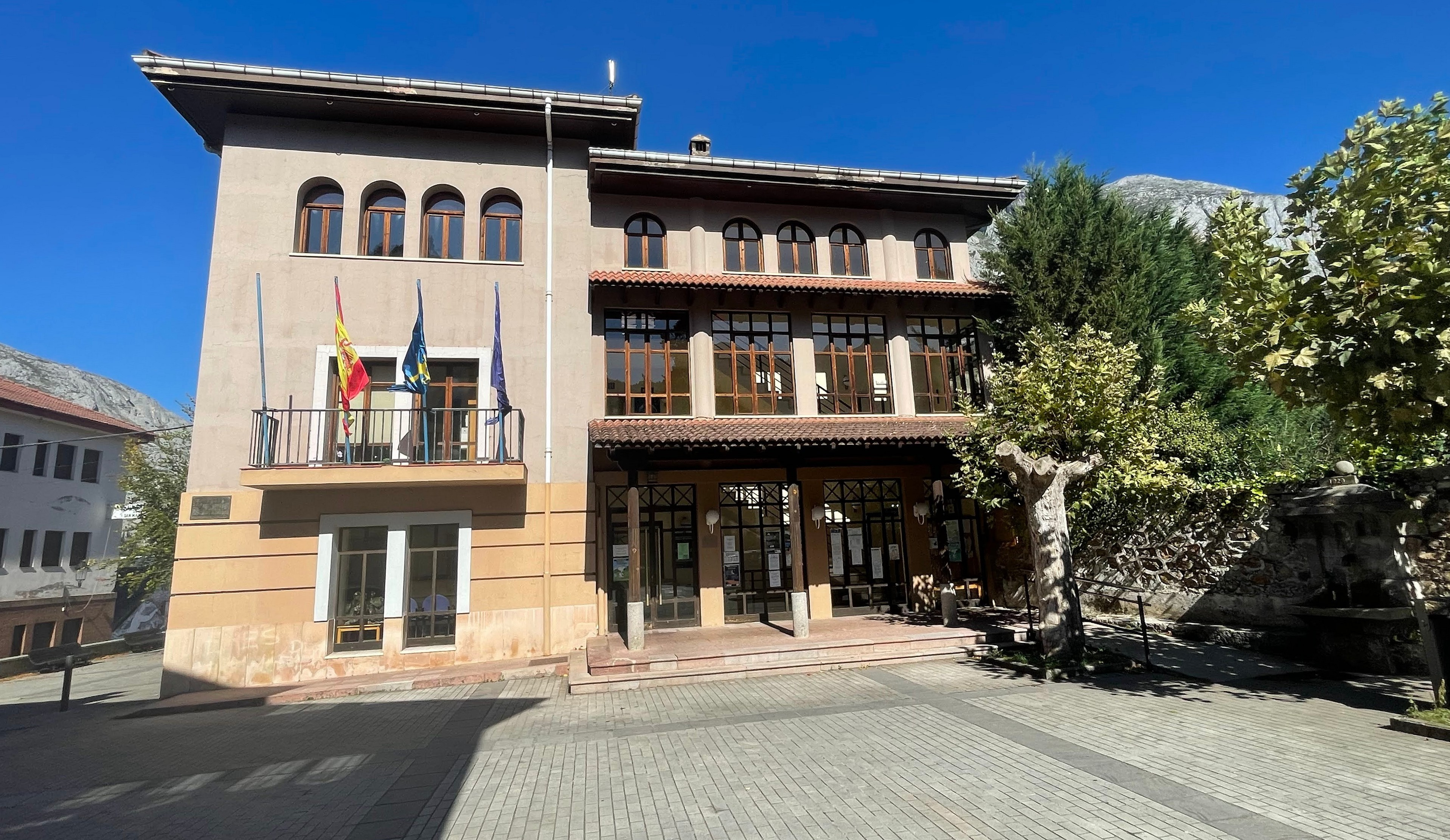
La mairie de Teverga.
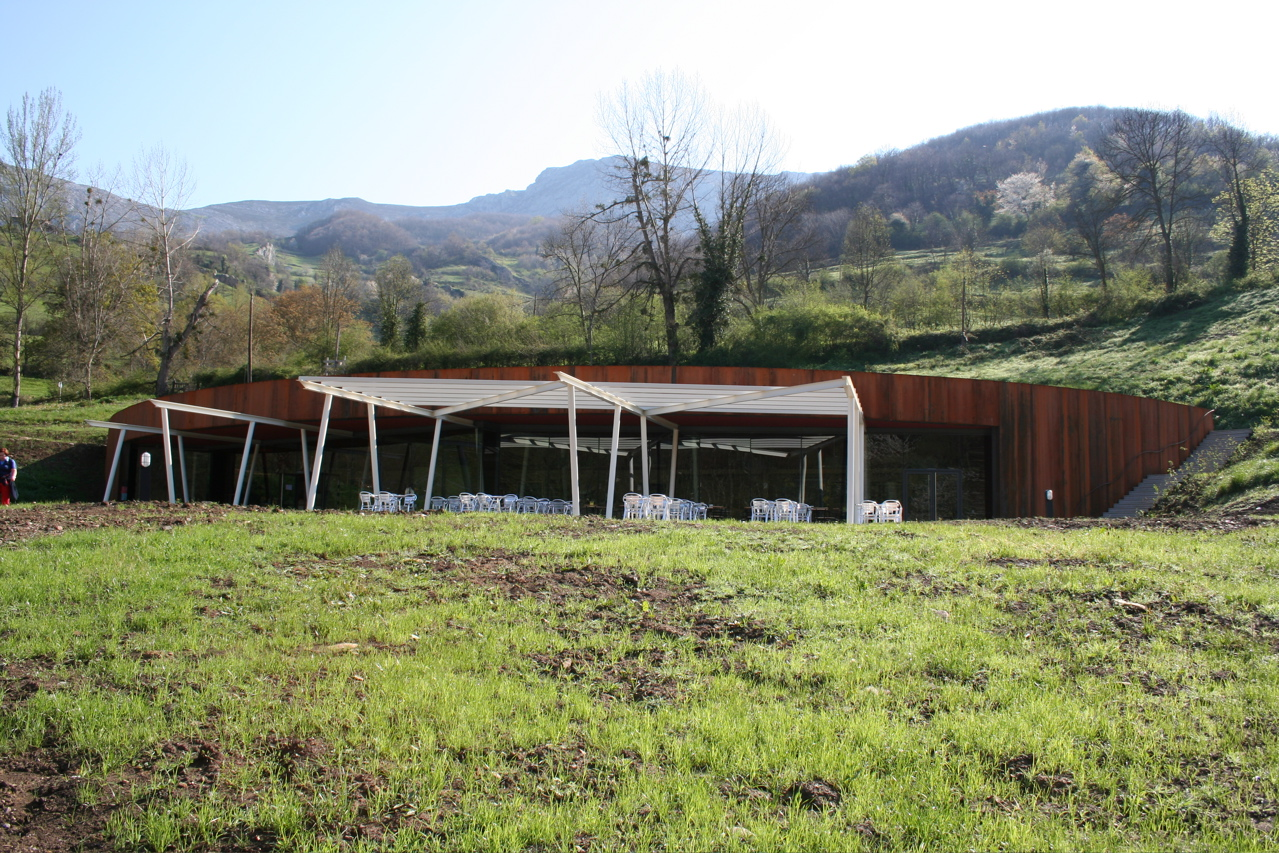
L'entrée du parc préhistorique.
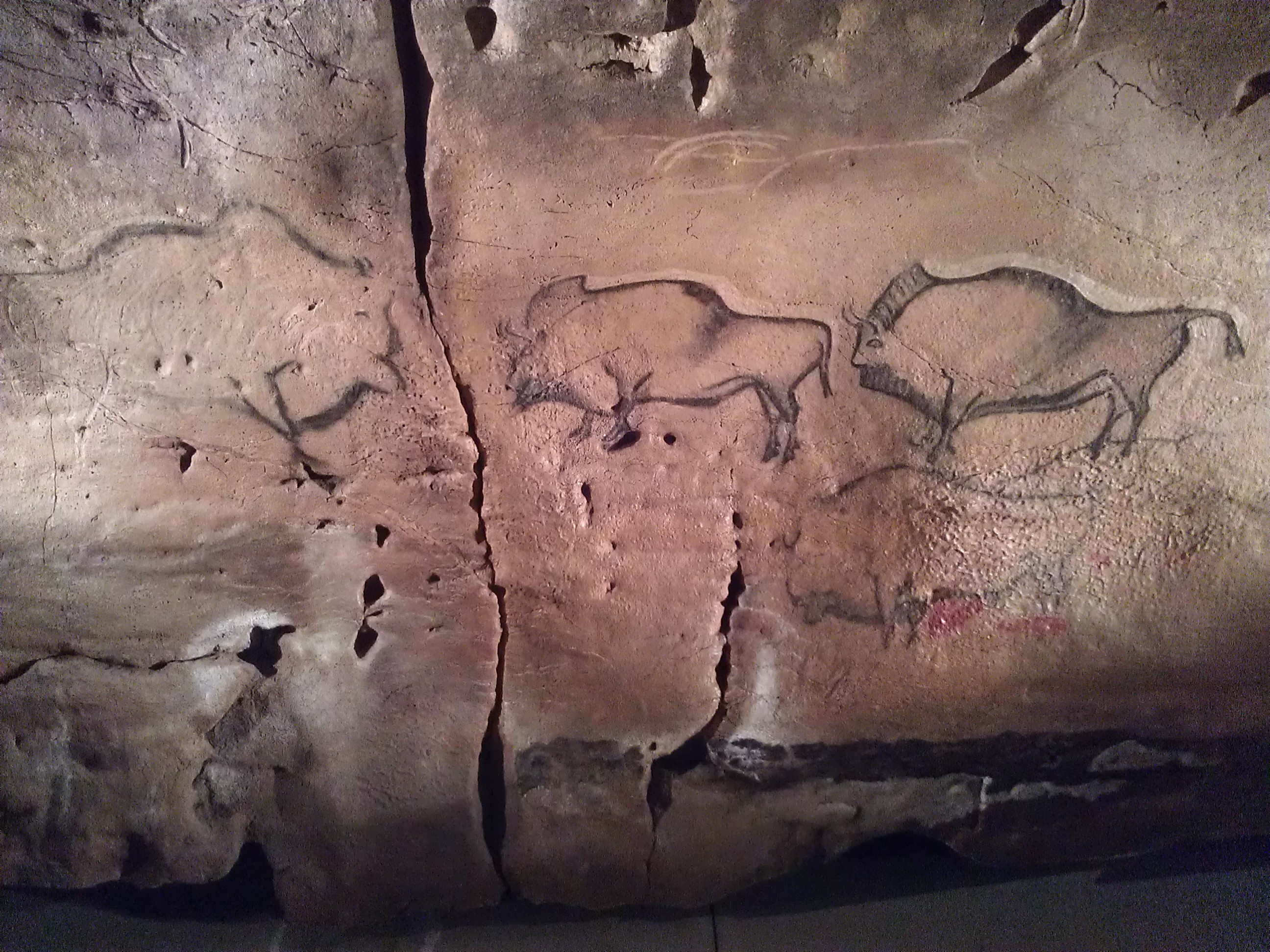
Parc préhistorique, réplique de bisons de la grotte de La Covaciella (es), Cabrales.
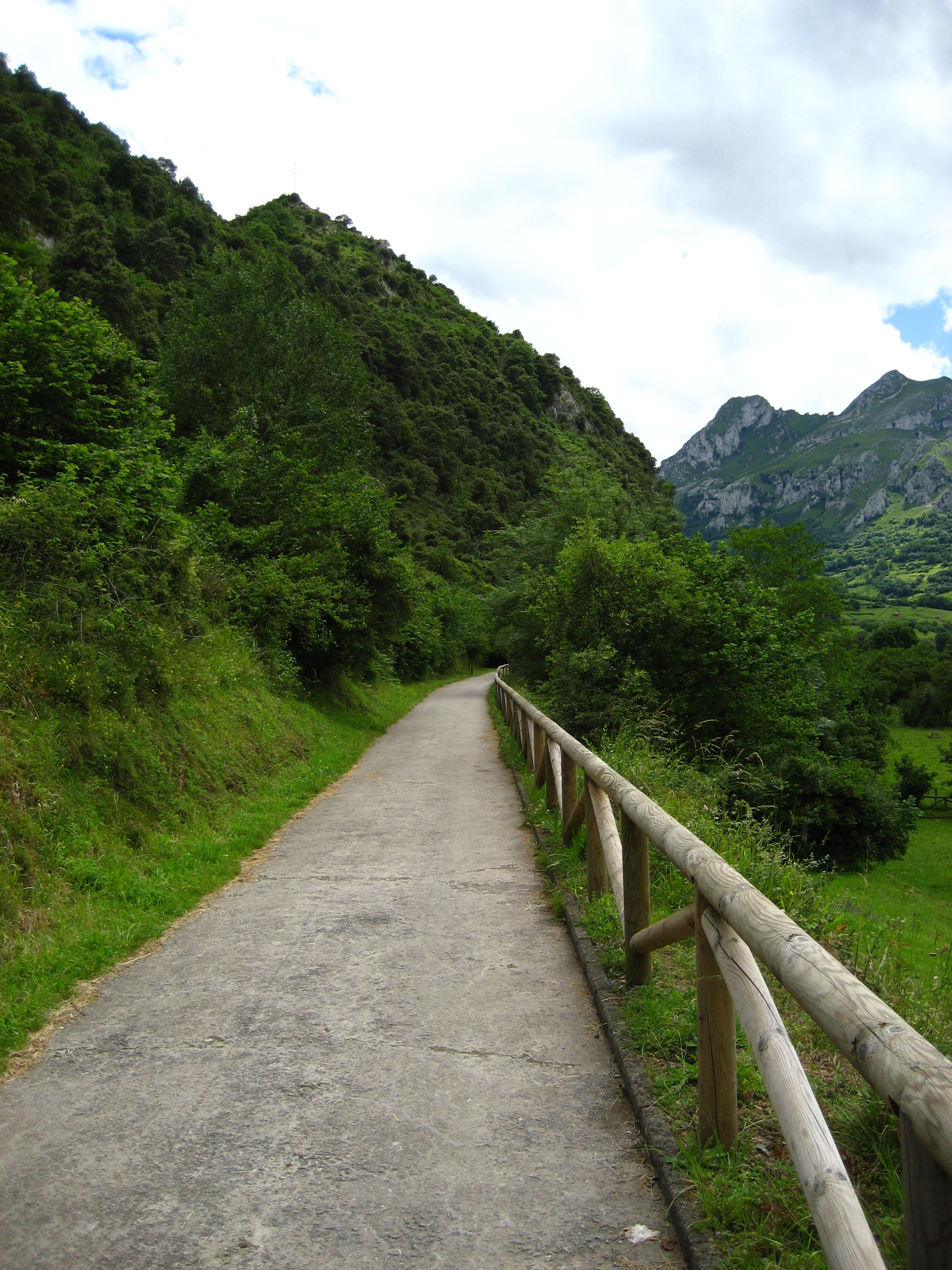
Le Sentier de l'ours.